# Сагындык (село)
Сагындык (каз. Сағындық) — упразднённое село в Тарбагатайском районе Восточно-Казахстанской области Казахстана. Входит в состав Акжарского сельского округа. Код КАТО — 635833500. Исключено из учётных данных в 2024 году.

## Население
В 1999 году население села составляло 150 человек (79 мужчин и 71 женщина). По данным переписи 2009 года, в селе проживало 48 человек (28 мужчин и 20 женщин).